# Karim de Syncop
Karim de Syncop, nom de scène de Karim Benzaïd, né le 28 janvier 1978 à Sétif, est un chanteur algérien et montréalais du groupe Syncop.

## Biographie
Karim de Syncop, né le 28 janvier 1978 à Sétif  de parents enseignants, part durant son adolescence en Tunisie en 1990.
En 1998, il part vers le Canada et s’installe au Québec dans la ville de Montréal.

## Syncop
Le groupe Syncop est composé du chanteur Karim Benzaïd dit Karim de Syncop, de Guillaume Landry à la batterie, de Gabou à la basse, de Noémie Robidas au violon], de Mustapha Zellat au clavier, de Hassan El Hadi au oud (luth) et d'Annick Beauvais au hautbois.
Il a participé a plusieurs événements au Québec, au Festival de musique du Maghreb à Montréal, 1er et 2 avril au Théâtre Fairmountde chaque année que se déroule ce festival . Karim de Syncop a interprété la chanson de Sting & Cheb Mami Desert Rose avec Lynda Thalie aux FrancoFolies de Montréal en 2013.

## Style musical

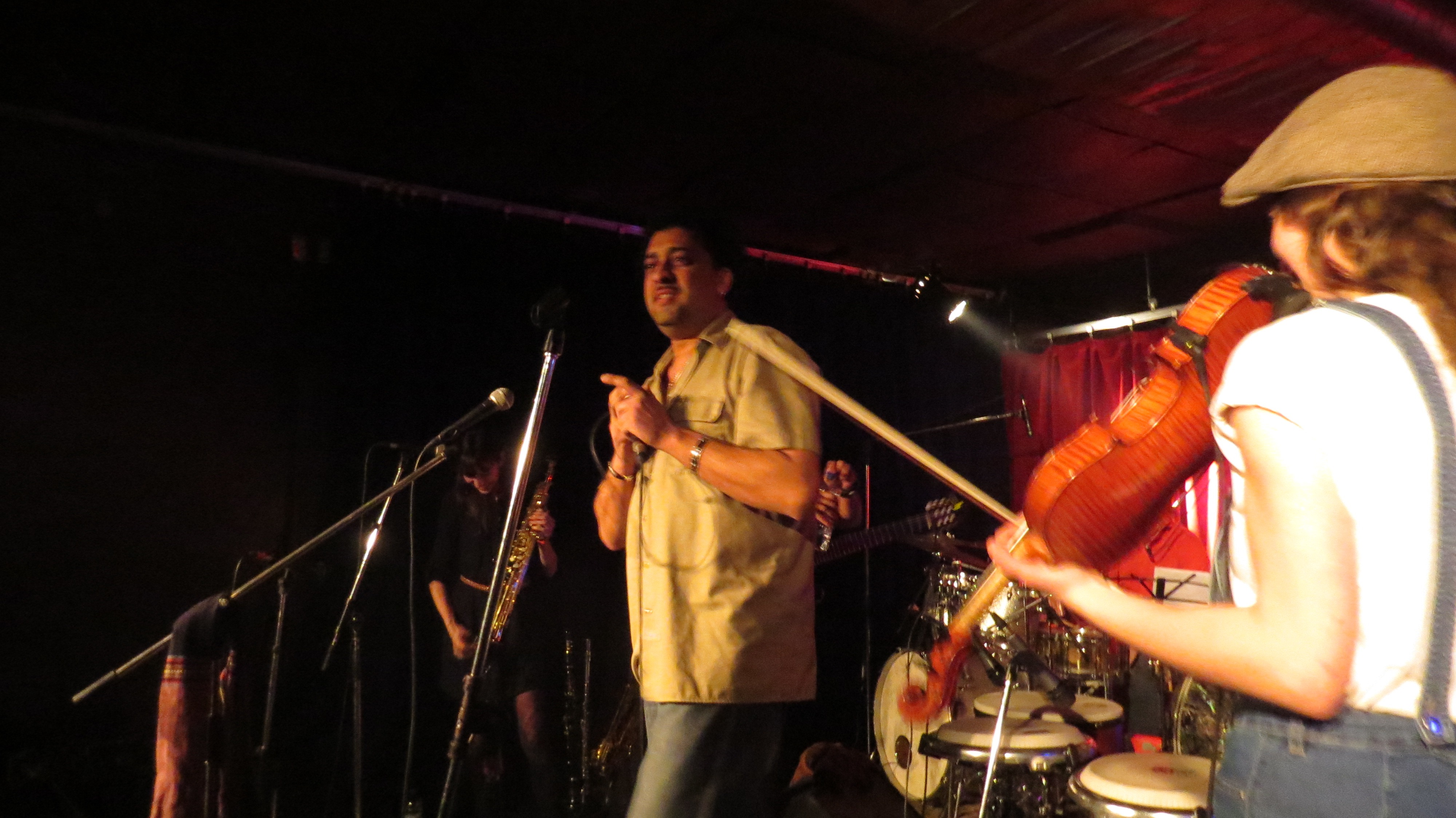
Karim Benzaïd chant et Noémie Robidas violon avec les membres du groupe Nomad’ Stones à Montréal

Le  groupe Syncop chante et surfe entre le raï, la musique chaoui, le reggae, le ragamuffin, hip hop, de la chanson française, des rythmes et chansons du terroir québécois genre les rigodons. Karim Syncop dira que « «notre musique est une trajectoire identitaire. Il y a l'Algérie et l'Afrique du Nord, mais ça se recompose toujours à travers la francophonie d'ici. Et le métissage est maintenant plus affiné» » lors de la soirée Maghreb in casbah , en 2011.

## Prix
En 1999, le groupe remporte le Prix du public des universités art-t-fac. En 2001, il obtient le troisième prix du festival La Fiesta des musiques diversifiées .

## Albums
Le premier album est Les gens du voyage, édité en 2003 et le deuxième album studio Sirocco d'érable est sorti en  octobre 2011, sous l’étiquette disques Nuits d’Afrique.
- 2003 : Les gens du voyage

1. Trabendo
2. À contre-courant
3. La cabane à souk
4. Elle n’a rien oublié
5. Vivant
6. Moul echech
7. Il faut que ça balance
8. Conte à rebours
9. Maniman
10. Cosmopolitisme[7].

- 2011 : Sirocco d’érable

1. Trabendo
2. À contre-courant
3. La cabane à souk
4. Elle n'a rien oublié
5. Vivant
6. Interlude
7. Moul echech
8. Il faut que ça balance
9. Salhi dielna
10. Conte à rebours
11. Maniman
12. Cosmopolitisme
13. Oksabalnce remix (Chafiik de Loco Locass)[8],[9].